# Arizona Dream
Arizona Dream är en film från 1991 (släpptes i Europa 1993.) i regi av Emir Kusturica. Filmen är en samproduktion mellan USA och Frankrike, med bland andra Johnny Depp, Jerry Lewis, Faye Dunaway och Lili Taylor i skådespelarlistan. 

## Handling
Axel (Johnny Depp) har en dröm om en eskimå som fångar en stor fisk och tar sig tillbaka till sin iglo. Axels barndomsvän Paul (Vincent Gallo) tvingar med Axel till sin farbror Leo (Jerry Lewis) från New York till Arizona för att vara hans "bestman" på hans bröllop med en mycket yngre flicka (Paulina Porizcova). Hans Farbror vill att Axel ska ta över familjeaffären med att sälja bilar, men det vill inte Axel. Han trivs så bra med sitt fiskejobb i New York. Axel ska bara stanna ett par dagar och hålla reda i affären med sin kompis Paul, men allting förändras då Elane (Faye Dunaway) och hennes styvdotter Grace (Lili Taylor) kommer till affären. Elane drömmer om att flyga, så Axel hjälper till att bygga en flygmaskin, och Grace tjatar jämt om självmord och hur hon ska återuppstå som en sköldpadda. 
Manuset som så småningom skulle bli Arizona Dream skrevs av David Atkin, en elev till Kusturica då han under en tvåårsperiod jobbade på Columbia University. Filmen gjorde ingen större succé i USA, men fick juryns specialpris Silverbjörnen vid  Filmfestivalen i Berlin 1993.